# 根岸毅
根岸 毅（ねぎし たけし、1939年 - ）は、日本の政治学者。専攻は、民主主義論、政治理論。慶應義塾大学名誉教授。
東京都生まれ。東京都立日比谷高等学校卒業。慶應義塾大学法学部政治学科、同大学院法学研究科修士課程、同博士課程修了。

## 著書

### 単著
- 『政治学と国家』（慶應通信, 1990年）
- The methodological foundations of the study of politics,(Keio University Press,1996).
- 『原理主義と民主主義』（慶應義塾大学出版会, 2003年）

### 共編著
- （堀部政男）『放送・通信新時代の制度デザイン――各国の理念と実態』（日本評論社, 1994年）
- （大石裕）『変動する政治と社会――解読の手法』（慶應義塾大学出版会, 1999年）